# Andrea Austmo Pedersen
Andrea Austmo Pedersen (født 19. April 1994 i Trondheim, Norge) er en norsk håndboldspiller, der spiller for Vipers Kristiansand, pr. 1. juli 2019.
Hun deltog ved Junior-VM i håndbold 2014 (kvinder), hvor Norge sluttede som nummer 9.

## Meritter med ungdomslandsholdet
- U-17-EM i håndbold:
  - Bronze: 2011
- Junior-VM i håndbold:
  - Bronze: 2012